# 見えないほどの遠くの空を
『見えないほどの遠くの空を』（みえないほどのとおくのそらを、英語: A Sky Too Far to See）は、2011年（平成23年）製作・公開、榎本憲男監督の日本映画、および同作を原作とした榎本自筆によるノヴェライズ小説である。従来映画プロデューサー、脚本家として活動していた榎本憲男の映画監督としてのデビュー作である。

## 略歴・概要
本作は、公開前年の2010年（平成22年）、主演の森岡龍の所属事務所ブレスや監督自身とその友人らの出資を得、自主製作作品として製作を開始、都内等のロケーション撮影を経て、翌年完成した。撮影には、本作の撮影監督古屋幸一の所有するレッド・デジタル・シネマカメラ・カンパニー社製のデジタルムービーカム「RED ONE」を使用した。
2011年3月4日、映画の公開に先行し、同作を原作として榎本本人がノヴェライズした同名小説が、小学館文庫から発売された。
同年6月11日、東京・渋谷のヒューマントラストシネマ渋谷を皮切りに、同年同月25日には大阪・梅田のテアトル梅田、同年7月2日には東京・池袋のシネマロサ、同年同月23日には名古屋・今池の名古屋シネマテークでそれぞれ上映された。
同年7月26日、同年10月7日から開催される第27回ワルシャワ国際映画祭フリー・スピリット・コンペティション部門への正式出品が発表された

## スタッフ・作品データ
- 監督・脚本 : 榎本憲男
- 音楽・ピアノ&ピアニカ演奏 : 安田芙充央
- 撮影監督 : 古屋幸一
- 照明 : 福長弘章
- 録音 : 那須信也
- 編集 : 石川真吾
- 整音 : 臼井勝
- 衣裳デザイン : 高橋靖子、坪井文美、木下しづ子
- ヘアメイク : 渡邉茜
- ポスプロ協力 : クジラノイズ、サボロッカ（sabot6課）、西華産業、馬車馬企画、武蔵野美術大学映像学科、アクティブ・シネ・クラブ、東京フィルムセンター映画・俳優専門学校
- 製作者 : 狩野善則、榎本憲男、岩井博紀、関浩太郎、高森厚太郎、下田淳行、田中久美、木村立哉
- プロデューサー : 狩野善則、内藤諭、四宮隆史、崎本志穂
- 製作協力 : 呉徳周、高橋信一、遠田孝一、ツインズジャパン、メディアクラフト
- 製作 :  「見えないほどの遠くの空を」製作委員会
- 製作会社 : ドゥールー、クジラノイズ
- 上映時間 : 99分 [1]
- フォーマット : カラー映画 - ヴィスタ・サイズ（1.66:1） - ステレオ録音
- 公開日 :  日本 2011年6月11日、 ポーランド 2011年10月7日（ワルシャワ国際映画祭上映）
- 配給 :  ドゥールー、コミュニティアド

## キャスト
クレジット順
- 森岡龍 - 高橋賢
- 岡本奈月 - 杉崎莉沙・洋子
- 渡辺大知 - 光浦丈司
- 橋本一郎 - 佐久間
- 佐藤貴広 - 井上
- 前野朋哉 - 森本
- 中村無何有 - 山下
- 桝木亜子 - 平川

## あらすじ
大学4年生の高橋（森岡龍）は、サークルの仲間とともに、自らの脚本・監督作『ここにいるだけ』の最終ショットを撮影していたが、ただ頷くだけのはずの最後の部分で、ヒロインを演じる莉沙（岡本奈月）が高橋の脚本にないセリフを口走る。それと同時に激しい雨が降り始め、撮影は中断してしまう。その夜、自室で撮影済みの映像を眺める高橋に、仲間から電話がかかってくる。莉沙が突然の交通事故で亡くなった。莉沙は共演者の光浦（渡辺大知）の彼女だった。
1年が過ぎ、高橋たちはすでに大学を卒業し、それぞれの就職先でそれぞれの社会人生活を始めていた。ある日、高橋は、いつもの街で死んだはずの莉沙にそっくりな女性（岡本奈月）を発見する。憑かれたように後を追い、ぎこちなく会話を始めるうちに、彼女はロンドンに留学していた「莉沙の双子の妹」なのだと名乗る。高橋は、莉沙の死によって中断された映画の最終ショットを彼女の出演によってリテイクしようと思う。彼女は初めは自分は姉ではない、演じることなどできないと拒むが、やがて高橋を受け入れるに至る。土曜日に打ち合わせ、日曜日には撮影だ。
土曜日。高橋は仲間をかつての部室に招集し、彼らに「莉沙の妹」を、その場で本人に名まえを聞いて「洋子さんです」と紹介する。高橋は名まえも聞かずにきたのだ。しかし仲間たちには、そこにはだれもいないようにしか見えない。仲間たちは動揺するものの、元部長の佐久間（橋本一郎）が機転を利かせ、カメラの調整があるからと言って、高橋を帰らせる。佐久間は高橋が自分たちを担ごうとしているのではないかと思う。後輩の森本（前野朋哉）は高橋の生真面目な性格を知っている。井上（佐藤貴広）は高橋が精神的におかしくなってしまったのだと思う。光浦は高橋の様子からなにかを感じ取っていたが、なにも言わなかった。とにかく、明日は撮影をしよう、病院に連れて行くとしたらそれからだ、という結論で仲間は別れた。
その晩、高橋の部屋を光浦は訪れ、奇妙なことを言う。「彼女は妹じゃない。莉沙だよ」。高橋は光浦の言うことがわからない。光浦もとっさに、いやそれは撮影に臨むにあたっての心構えだとごまかす。「俺はお前がうらやましいんだよ」と光浦は言い、帰って行く。
日曜日、高橋をはじめ仲間たちは、1年前と同じ場所で撮影の準備をする。「莉沙の妹」が現れたという高橋、彼女の提案でテストなしにカメラを回す。高橋以外の目には「莉沙の妹」は見えない。光浦のセリフが終わり、頷くだけの最終部分にさしかかった。「莉沙の妹」はまるで莉沙が言いかけた莉沙の考えたセリフをつづけるように、話し始めたのだった。高橋がカットをかけると、「莉沙の妹」は走り出した。追いかける高橋、追いつくと「莉沙の妹」は語り始める。彼女は、光浦の言うようにやはり莉沙の魂だったのだ。
さらに3年が過ぎた。高橋は会社を辞めることにしたと、井上に話す。現実主義者の井上は高橋の前途の多難さを予想する。高橋はそれでも踏み出したいというのだ。
そんなある日、高橋はふたたび莉沙によく似た女性（岡本奈月）を発見する。それが莉沙の妹・洋子だった。高橋はふたたび洋子にリテイクのオファーをする。たくさんの新たなセリフの書き込みがされた脚本を洋子に示しながら。

## 註
1. 1 2  Mienai hodo no tôku no sora wo, インターネット・ムービー・データベース （英語）, 2011年7月30日閲覧。
2. ↑  見えないほどの遠くの空を、キネマ旬報映画データベース、2011年7月30日閲覧。
3. ↑  見えないほどの遠くの空を、allcinema ONLINE、2011年7月30日閲覧。
4. ↑  榎本憲男、キネマ旬報映画データベース、2011年7月30日閲覧。
5. 1 2 3  見えないほどの遠くの空を、公式ウェブサイト、2011年7月30日閲覧。
6. 1 2 3  クリエイターズ★インタビュー : 榎本憲男監督、文化通信、2011年4月30日付、2011年7月30日閲覧。
7. ↑  『見えないほどの遠くの空を』第27回ワルシャワ映画祭正式招待!!、『見えないほどの遠くの空を』最新情報、公式ブログ、2011年7月30日閲覧。

## 関連事項
- レッド・デジタル・シネマカメラ・カンパニー#本機で撮影された劇場公開映画
- ヒューマントラストシネマ渋谷
- テアトル梅田
- シネマロサ
- 名古屋シネマテーク
- ワルシャワ国際映画祭 （en:Warsaw International Film Festival）